# Angèle Sydow
Angèle Sydow (Śmiłowo, 15 marzo 1890 – L'Aia, 18 settembre 1960) è stata una ballerina polacca.

## Biografia
Figlia del tedesco Adelbert Sydow, proprietario terriero in Polonia, e della polacca Cecilia Graczyk, famiglia rigidamente cattolica. Le lezioni di danza costituirono una via di fuga dall'educazione troppo severa che le era stata impartita. All'età di diciotto anni prese lezioni di danza moderna a Berlino ed il suo maestro la portò ad Amsterdam. Successivamente si trasferì a Dresda, dove prese lezioni di ginnastica ritmica alla scuola di Émile Jaques-Dalcroze, precursore col suo metodo denominato "Dalcroze" in cui assunsero uguale importanza tre fattori: euritmica, solfeggio e improvvisazione.
Nel 1914 si trasferì in Olanda, dove prese lezioni alla scuola di danza delle sorelle Van der Pas a L'Aia. Si esibiva regolarmente al "Theater Bellevue" di Amsterdam e al Kurhaus di Scheveningen, suscitando molto interesse sia nel pubblico che nella stampa. Teneva anche lezioni di ginnastica artistica a Rotterdam e Amsterdam e tra i suoi allievi ci furono Elsa Dankmeier, Florrie Rodrigo, Fien de la Mar, Darja Collin, Corrie Hartong, con le quali si esibiva spesso assieme.
Tre anni dopo divenne maestra di ballo e prima ballerina del De Nationale Opera (l'Opera nazionale olandese). Nel 1922 si esibì in una tournée a Giava, danzando sulle musiche di Schumann, Schubert, Chopin, Brahms e Grieg riscuotendo un notevole successo per la sua simbiosi tra danza e ritmica. Nelle Indie orientali olandesi insegnò danza utilizzando quello che ormai chiamava il "metodo Sydow".
A Batavia incontrò Willem Alfred van Cuyk (1879-1935), vicedirettore della banca olandese "Nederlandsch-Indische Escopto Maatschappij", che sposò nel 1922. L'anno dopo nacque Alexander Willem Alfred ad Amsterdam e nel 1929 la figlia Theresia Angela a L'Aia. Dopo che Sydow ebbe i figli continuò a insegnare danza classica ma limitò le sue esibizioni fino a ritirarsi dalle scene. Dopo la morte del marito nel luglio 1935, si stabilì definitivamente a L'Aia.

## Galleria d'immagini

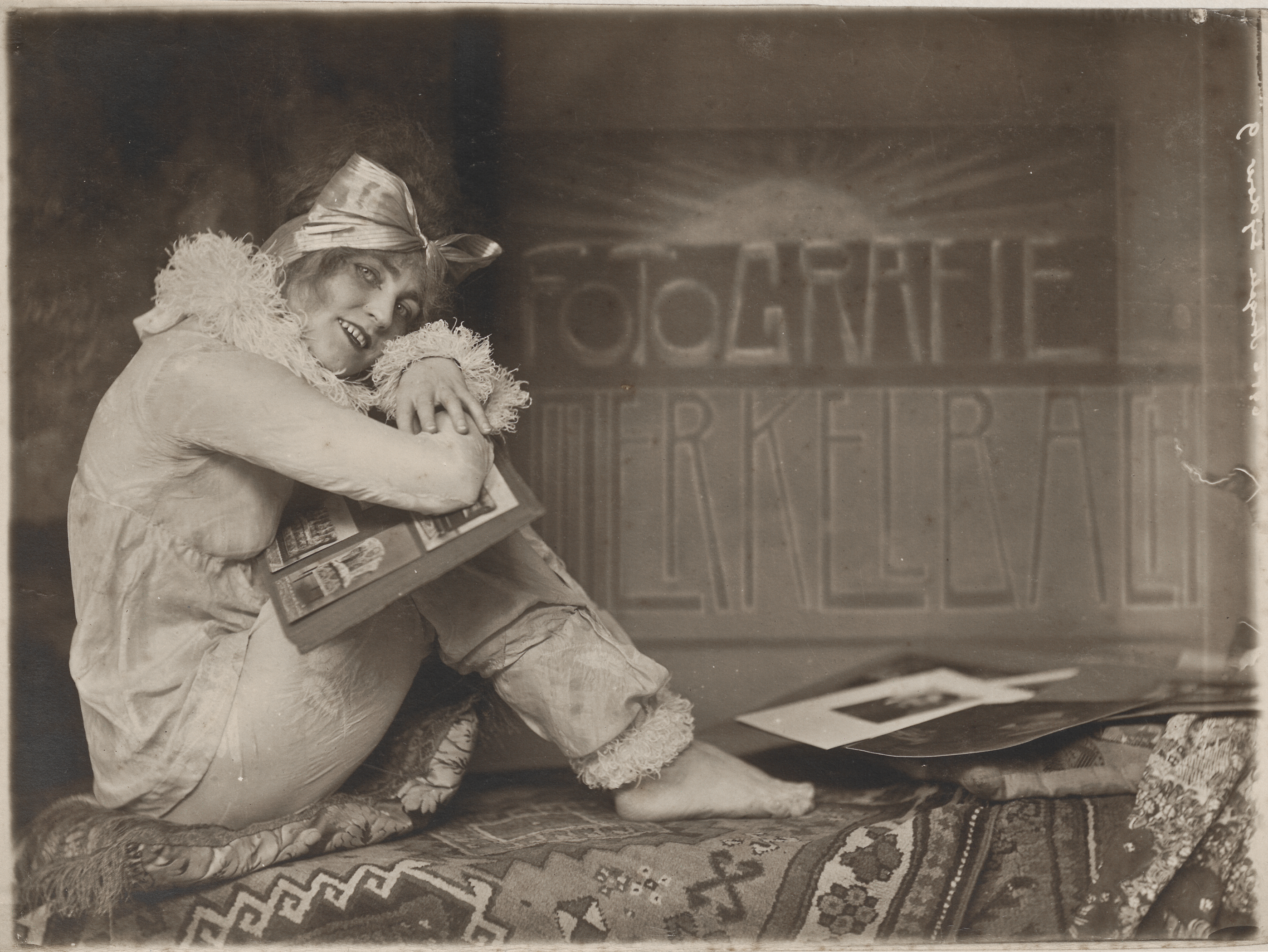
foto pubblicitaria dell'atelier di Jacob Merkelbach, 1916
ritratto di Angèle di Jacob Merkelbach, 1916
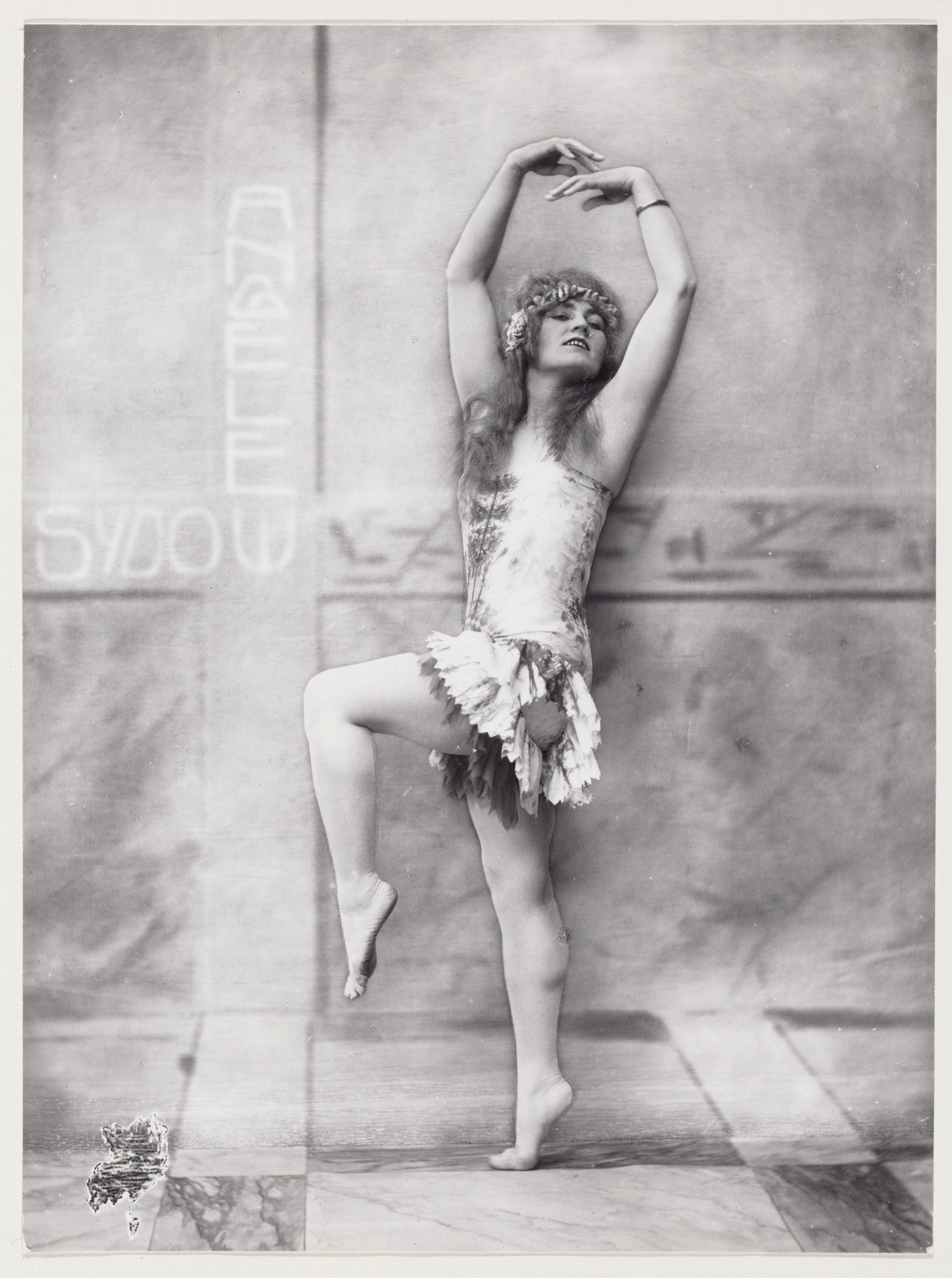
Angèle Sydow, nella foto di Jacob Merkelbach, 1917-1919
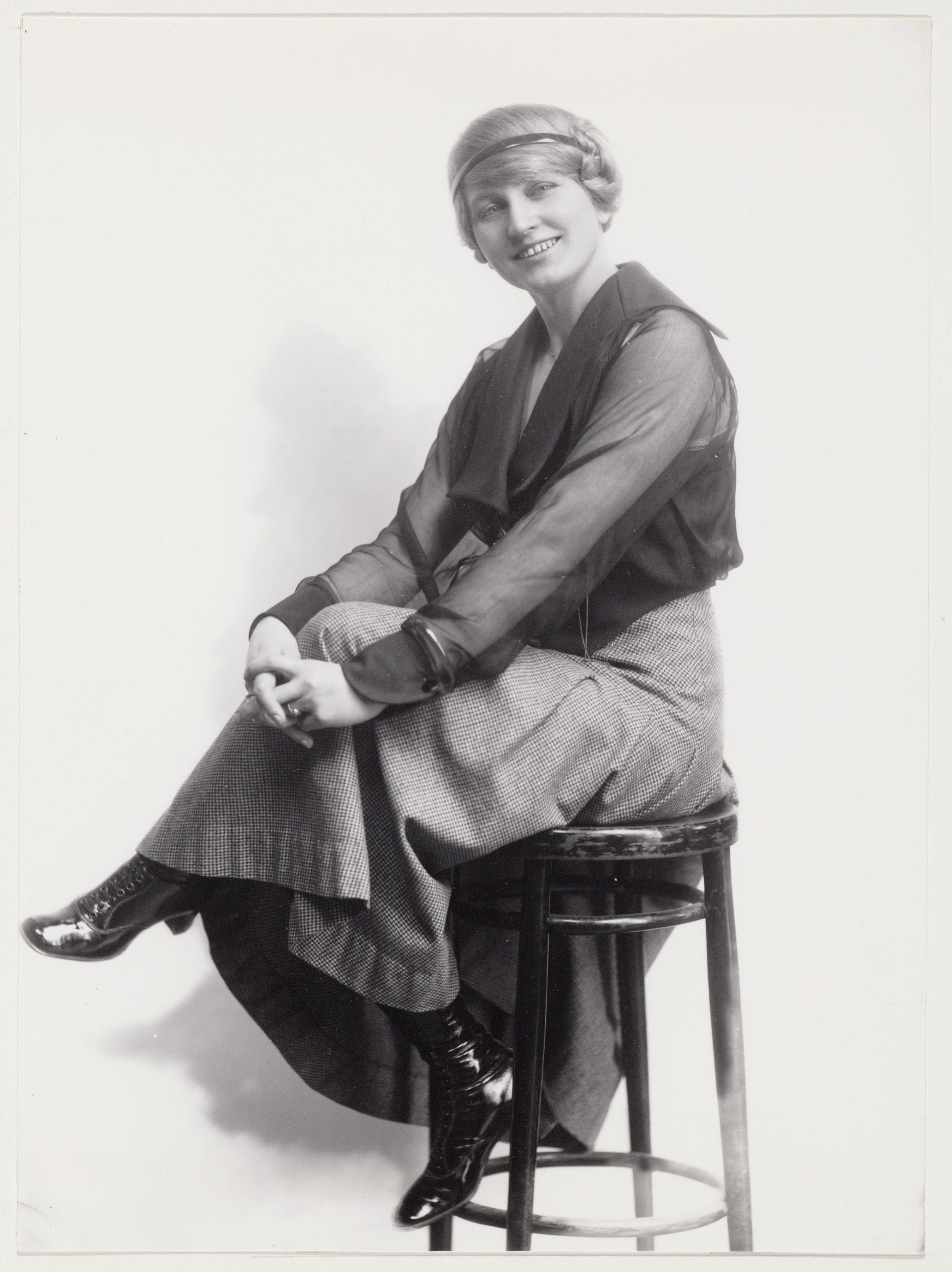
Angèle Sydow, nella foto di Jacob Merkelbach, 1917-1919